# Apolysis zzyzxensis
Apolysis zzyzxensis är en tvåvingeart som först beskrevs av Neal L. Evenhuis 1985.  Apolysis zzyzxensis ingår i släktet Apolysis och familjen svävflugor.
Artens utbredningsområde är Kalifornien. Inga underarter finns listade i Catalogue of Life.